# Miełodija
Miełodija (ros. Мелодия) – radziecka i rosyjska wytwórnia muzyczna z siedzibą w Moskwie. Została założona w 1964 roku i jest najstarszym wydawnictwem muzycznym w kraju.

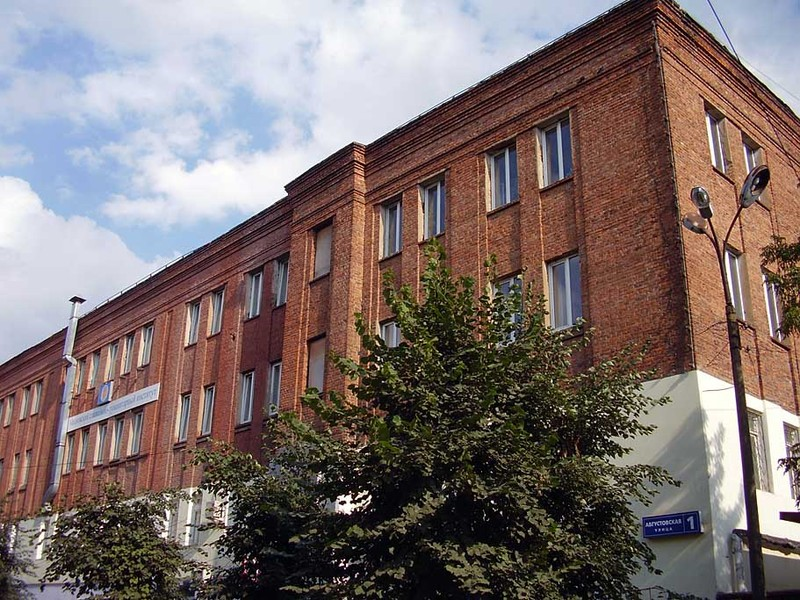
Fabryka płyt gramofonowym w Aprielewce
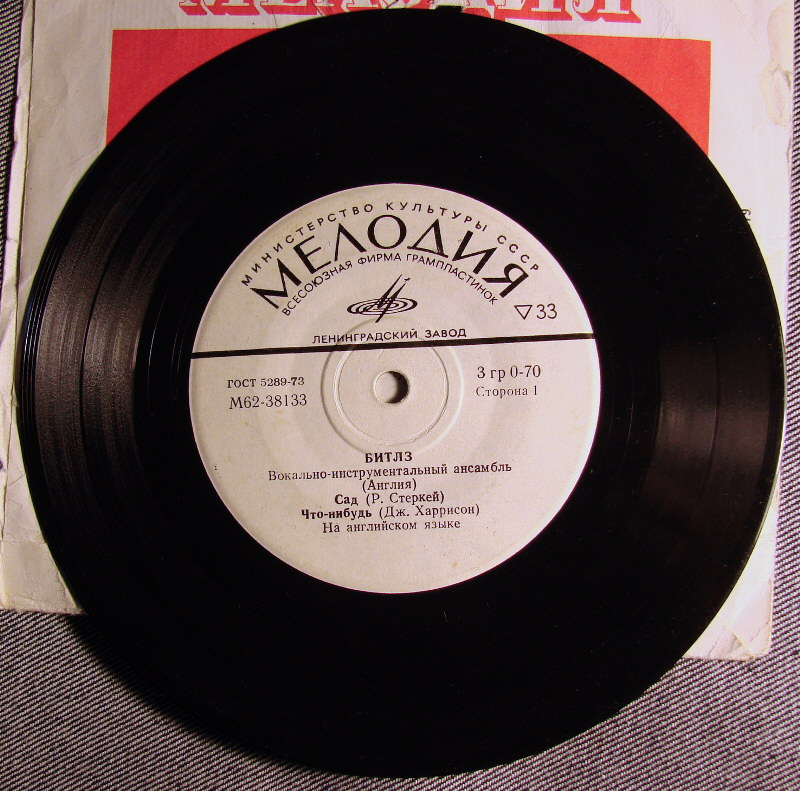
Winylowy singiel Beatlesów
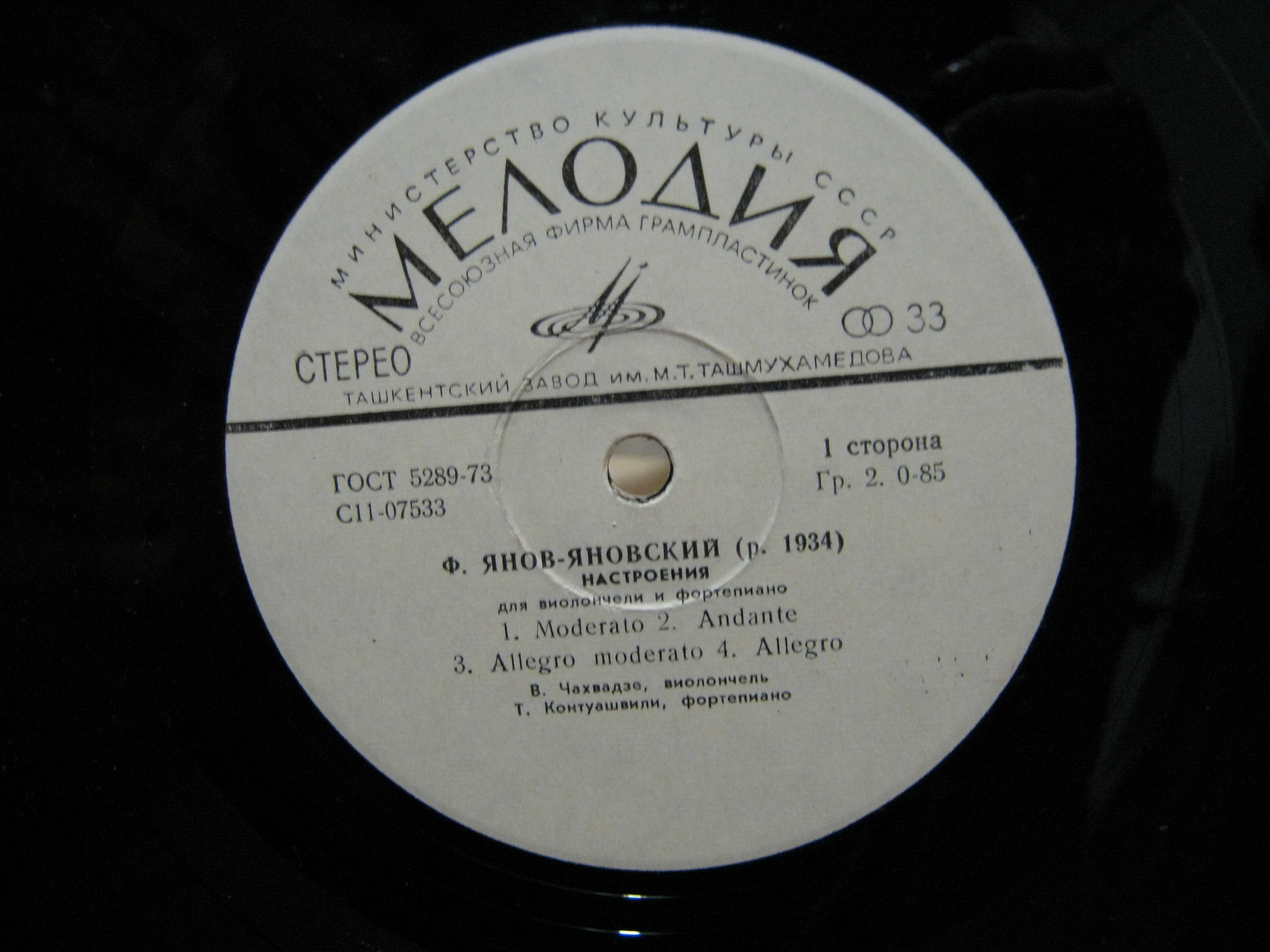
Nalepka na longplayu
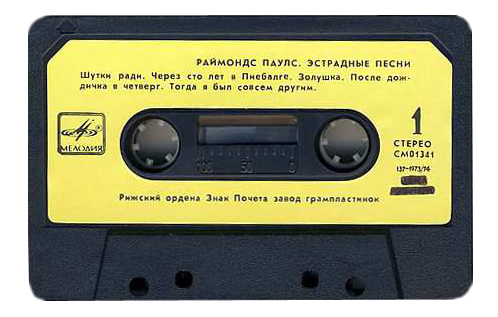
Kaseta magnetofonowa